# Thecamoebina
Thecamoebina é a ordem pertencente à classe de protozoários Sarcodina a que pertencem as amebas com teca ou seja, com carapaça. São predominantemente microscópicas, com tamanho variando de 15 a 100 micra. A divisão em famílias é baseada em características relativas aos pseudópodes.
As tecamebas distribuem-se essencialmente em ambientes de água doce, lênticos e lóticos, podendo também estar associadas a solos úmidos e musgos. Eventualmente, ocorrem em águas salobras de ambientes estuarinos.
A teca é simples, sem divisões por câmaras, geralmente globóides com abertura única. Ocorrem abundantemente nos sedimentos lacustres do Holoceno, sendo usadas com sucesso na reconstrução de paleoambientes e como bioindicadores de interferências antrópicas.